# Geschichte des Erzbistums Köln

Wappen des Erzbistums; es geht auf das Kurkölnische Kreuz, das Wappen des Kurfürstentums Köln, zurück.

Die Geschichte des Erzbistums Köln reicht bis ins frühe 4. Jahrhundert zurück, als Maternus als Bischof von Köln erschien. Im Mittelalter waren die Erzbischöfe von Köln auch die Herrscher des Erzstifts Kurköln und bis 1803 Kurfürsten des Heiligen Römischen Reiches. Das Erzbistum Köln ist eines der ältesten und mit rund 1,9 Millionen Katholiken im Diözesangebiet (Stand: 31. Dezember 2019) das größte Bistum im deutschsprachigen Raum.

## Anfänge

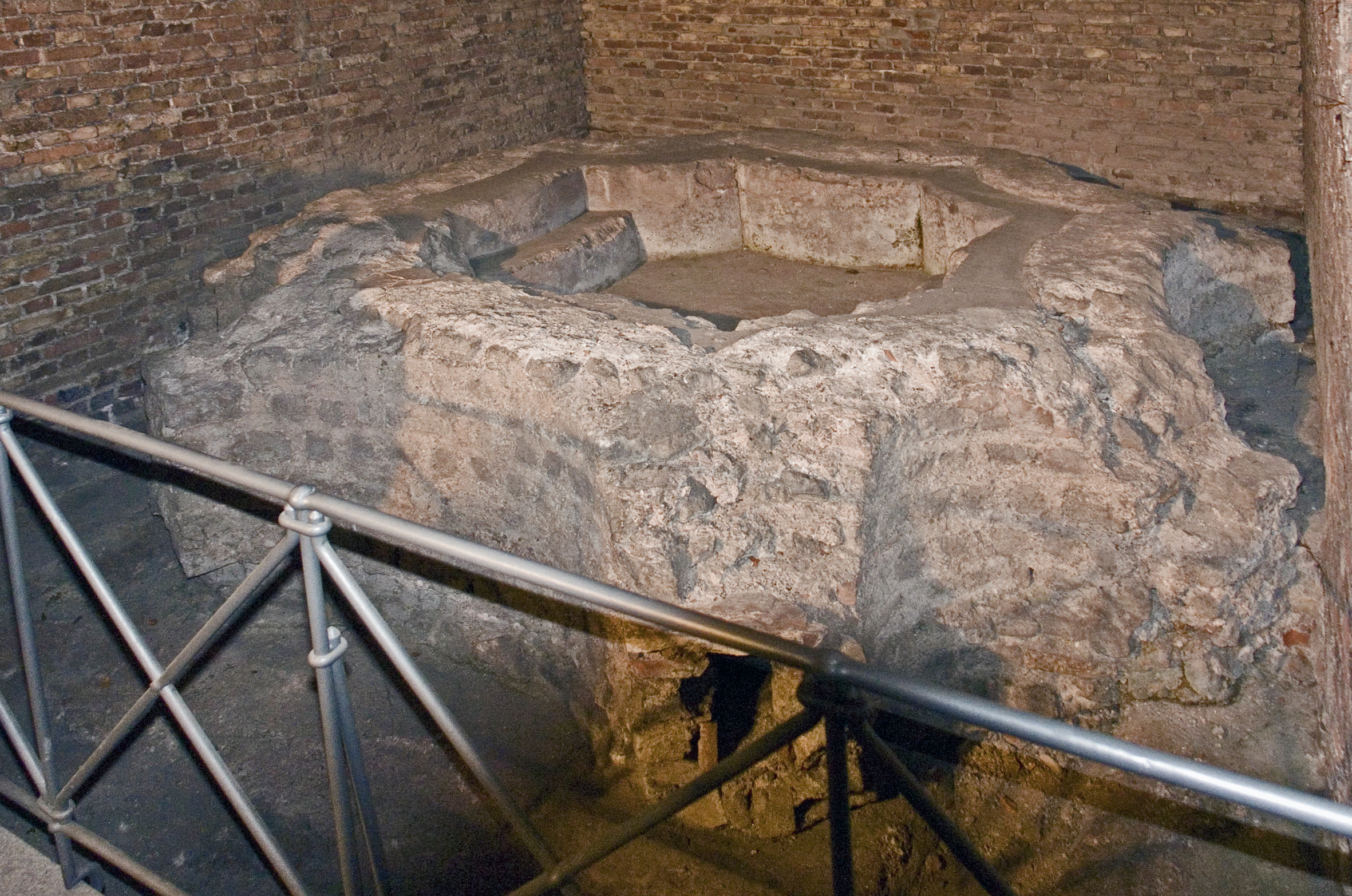
Frühchristliches Baptisterium östlich des Kölner Domchors, im Mai 2006

Das Erzbistum Köln geht auf die frühchristliche Gemeinde der Stadt zurück. Zu dieser Zeit war Köln römisch, und die ersten Christen mussten sich wohl heimlich versammeln. Der Lyoner Bischof Irenäus erwähnt in seiner Schrift „Gegen die Häretiker“ (Adversus haereses) Christen, die in Germanien leben. Daraus wird oft auch auf Christengemeinden in den Provinzhauptorten Köln und Mainz geschlossen.
Der erste in Quellen genannte Bischof von Köln ist Maternus, der in den Quellen wegen seiner Teilnahme an einer Synode in Rom im Jahr 313 und an der Synode in Arles 314 in der Funktion eines Bischofs von Köln erwähnt wird.
Der erste Bischof mit fränkischem Namen ist der hl. Evergislus (Eberigisil) im 6. Jahrhundert. Als Belohnung für seinen Dienst am Hof erhielt Bischof Hildebold durch Karl den Großen 794/5 den Titel eines Erzbischofs, welcher ihm zunächst nur als persönlicher Ehrentitel verliehen wurde. Das Pallium als Zeichen der Metropolitangewalt erlangte als erster Erzbischof Gunthar 858/60 von Papst Nikolaus I.

## Hoch- und Spätmittelalter

### Die weltlichen Rechte eines Kölner Erzbischofs im Mittelalter
Erzbischöfe besaßen im Mittelalter vorwiegend geistliche Macht, wie der Kölner Erzbischof übten sie aber auch zusätzlich weltliche Rechte aus. Der König konnte diese weltliche Rechte an den Erzbischof verleihen oder der Erzbischof erwarb diese Rechte für sein Bistum aus eigener Initiative heraus. Die weltlichen Rechte, die Erzbischof Brun im 10. Jahrhundert im Rahmen seines Amtes als Herzog von Lothringen ausübte, waren ihm zusätzlich von seinem Bruder Otto I. verliehen worden. Nach seinem Tod erloschen diese Rechte wieder.

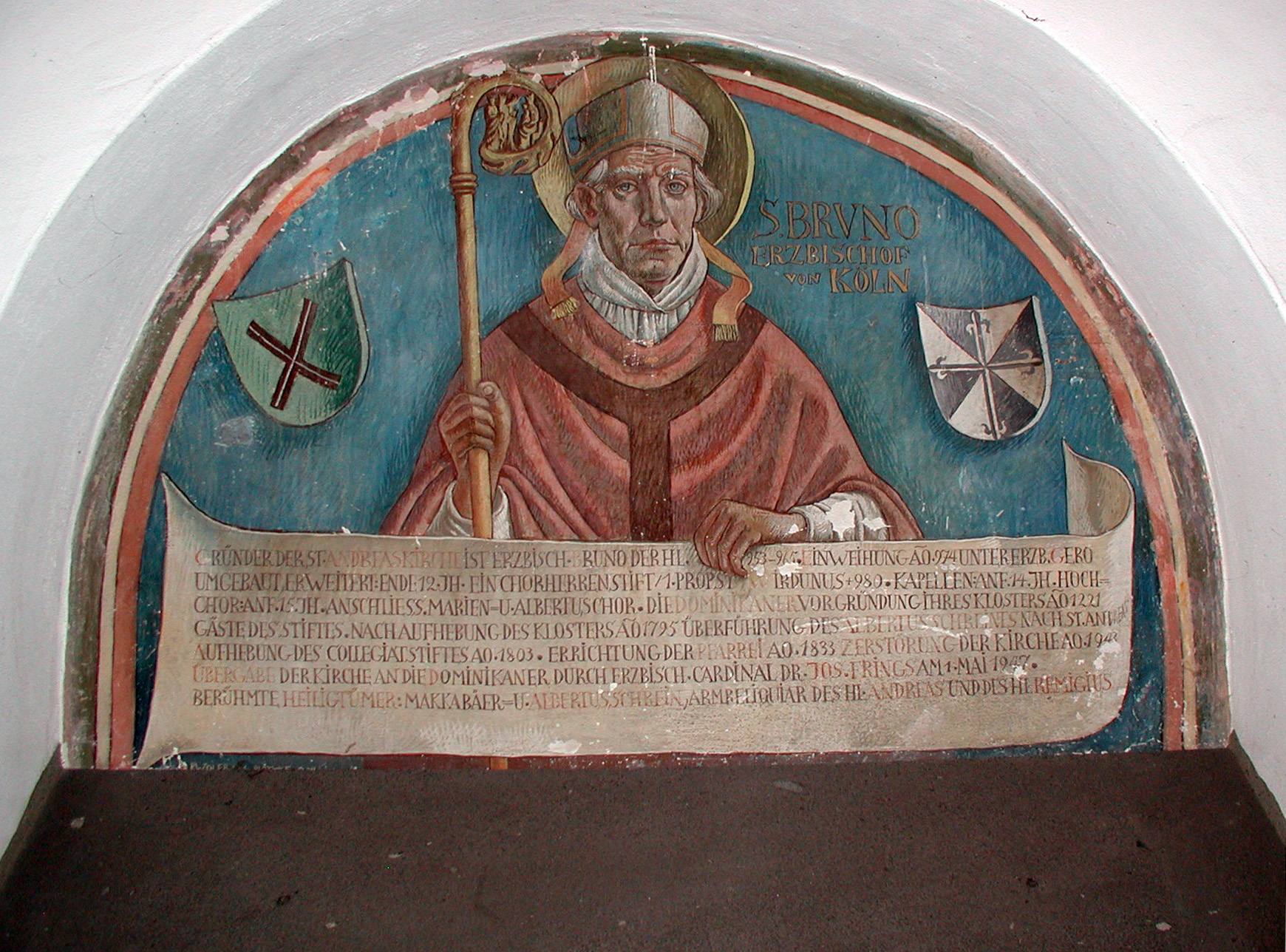
Darstellung von Erzbischof Brun in St. Andreas, Köln

In lothringischer Zeit, ebenso wie in der Zeit der Salier, hatten die Herzöge nur begrenzte Macht, was dazu geführt hat, dass das Kölner Bistum frei von herzoglicher Gewalt war und nicht in dessen Abhängigkeit geraten konnte. Somit konnten Kölner Bischöfe, im 11. und 12. Jahrhundert vor allem Erzbischof Anno II. und Erzbischof Friedrich I., sich weltliche Rechte aneignen, Pfalzgrafen in den Besitz der Kirche bringen und ihr Bistum ausbauen. Brun erwarb zum Beispiel schon die Grafschaft Kölngau, worüber die Erzbischöfe dann ab 1122 verfügten.
König Otto I. verlieh Brun damals auch die Rechte für die Münzprägung. Dieses Recht verloren die Bischöfe von Köln für kurze Zeit wieder, bevor unter Bischof Anno II. dann die Kölner Bischöfe alleinige Münzherren waren. Bis Mitte des 12. Jahrhunderts konnten sie Rechte in Münzstätten erwerben.
Ein weiteres weltliches Recht waren die Zollrechte, die die Erzbischöfe erwerben konnten. Dieses Recht besaßen sie seit dem 11. Jahrhundert und trieben aus vielen Städten und Regionen Zölle ein, hauptsächlich Marktzölle.
Die Bischofsresidenz der Kölner Erzbischöfe befand sich ursprünglich neben dem Dom (siehe: Residenzen Kölner Bischöfe). Im Kölner Bistum ist auch eine erzbischöfliche Oberhoheit über Burgen nachzuweisen, eine Befestigungshoheit. Diese diente dazu, das Bistum durch Burgen, Befestigungen oder befestigte Plätze der Pfalzgrafen zu schützen und auszubauen. Vor allem Erzbischof Friedrich I. führte eine sogenannte Burgenpolitik und ließ einige Burgen errichten.
Auch das Lehnsrecht gehörte zu den weltlichen Rechten. Mit dem Lehnshof, den die Kölner Bischöfe immer weiter ausdehnten, banden sie Adelige wie Grafen oder Herzöge an sich. In Konflikten oder anderen Notfallsituationen konnte der Bischof auf seine Lehnsleute zurückgreifen. Somit war der Lehnshof im 12. Jahrhundert für den Bischof der wichtigste Verband.

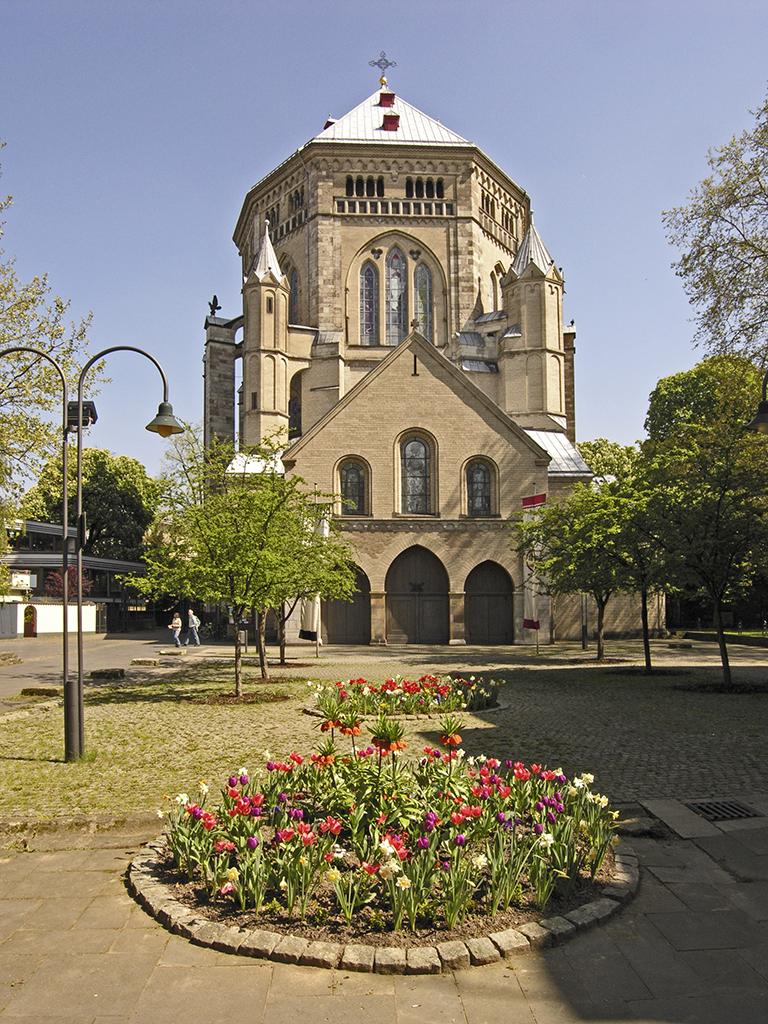
St. Gereon in Köln – eine der ältesten katholischen Kirchen Deutschlands (4. Jahrhundert) – Thebaische Legion

Eine letzte weltliche Aufgabe, für die der König eigentlich zuständig war, ist die Sicherung des Landfriedens. Der König konnte jedoch nicht alle Unruhe und Aufstände allein regeln, deswegen benötigte er eine starke Lokalgewalt, die als Stellvertreter für Ordnung und Recht im Reich sorgte, in diesem Fall der Kölner Erzbischof.
Die zahlreichen Hoheitsrechte, die die Bischöfe von Königen verliehen bekamen oder aus eigener Initiative erlangten, machten sie zu den mächtigsten Herren des Niederrhein. Nicht nur ein Recht, sondern die Summe aller Rechte über das immer größer werdende Bistum machte es aus. „Das Bistum, über welches sie mit ihrer geistlichen Gewalt geboten, war der vorgegebene Raum für die Entfaltung ihrer weltlichen Machtansprüche.“ Andere Machtträger in diesem Gebiet, wie Grafen oder Herzöge, wurden mit dem Lehnsrecht an den Lehnshof des Erzbischofs gebunden. Somit war das Erzbistum Köln ein konzentriertes Machtzentrum.

### Unter Erzbischof Arnold II. von Wied
Im Jahr 1151 wurde Arnold II. von Wied zum Kölner Erzbischof gewählt; die päpstliche Weihe erhielt er Anfang des Jahres 1152 von Papst Eugen III. in Segni. In der Amtszeit seines Vorgängers Arnold I. hatten finanzielle Schwierigkeiten, Fehden und Unruhen das Kölner Erzbistum geprägt. Mit dieser schwierigen Situation musste Arnold II. umgehen.
Um die finanziellen Schwierigkeiten zu lösen, strebte Arnold eine Rückgewinnung der Tafelgüter des Kölner Erzbistums an. Die Tafelgüter waren die wichtigste Einnahmequelle des Bistums und seit dem Kölner Erzbischof Friedrich I. als Lehen vergeben gewesen. Durch seinen Einfluss auf König Konrad III. und Papst Eugen III. ließ sich Arnold offiziell ausstellen, dass diese Güter unrechtmäßig als Lehen vergeben oder verpfändet worden seien. Viele Höfer und Güter sowie die Zollgefälle und Marktzolle der Stadt Köln gelangten so wieder in die Hand des Kölner Erzbistums.

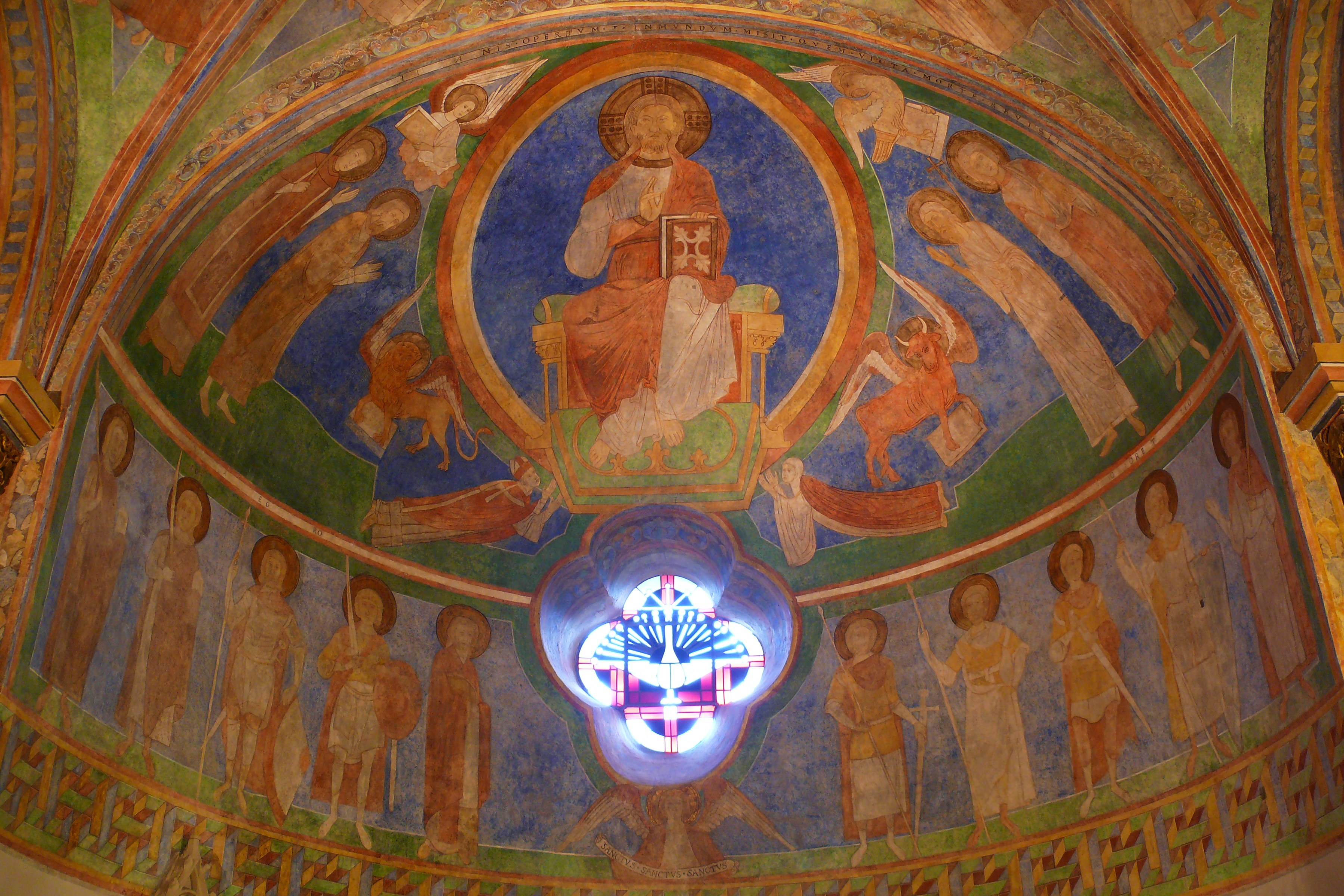
Darstellung von Arnold II. von Wied in der St. Clemens-Kapelle in Schwarzrheindorf

Gegen die Fehden und Landfriedensstörer auf dem Gebiet seines Bistums führte Arnold II. mehrere Feldzüge. Besonders gegen die Unruhen im westfälischen Raum ging er vor und trat in vielen Streitigkeiten als Schlichter auf. Andere Feldzüge, zum Beispiel die Zerstörung der Burg Sayn, dienten wohl weniger dem Frieden im Bistum, sondern eher den Interessen der Familie von Wied.
Die weltliche Macht, die Arnold II. von Wied aber auch seine Vorgänger bereits inoffiziell ausgeübt hatten (siehe Die weltlichen Rechte eines Kölner Erzbischofs im Mittelalter), wurde Arnold zu Beginn seiner Amtszeit offiziell vom König bestätigt. Zusammen mit dem Amt des Erzbischofs verlieh ihm König Konrad III. herzögliche Rechte, den sogenannten Kölner Dukat. Dieser Dukat war nicht gleichbedeutend mit dem Amt des Herzogs von Lothringen, das der ehemalige Kölner Erzbischof Brun im 10. Jahrhundert ausgeübt hatte. Jedoch erneuerte die Verleihung des Dukates an Arnold II. die Erinnerung an Brun. In späteren Zeiten wurde eine Kontinuität zwischen Bruns Herzogtum und dem Kölner Dukat konstruiert.

### Unter Erzbischof Rainald von Dassel
Unter Erzbischof Rainald von Dassel begann eine Territorialpolitik des Erzbistums, die unter seinem Nachfolger Philipp I. von Heinsberg intensiviert wurde. Die Politik Rainalds richtete sich vorrangig gegen Konrad von Staufen, den Pfalzgrafen bei Rhein, und Graf Heinrich von Arnsberg, aber auch in Westfalen gelang es, die erzbischöflich-kölnische Position gegen den Widerstand Heinrichs des Löwen zu stärken. Für die spirituelle Bedeutung des Bistums war bedeutsam, dass Rainald im Jahr 1164 die angeblichen „Gebeine der Heiligen Drei Könige“ überführte. Mit diesem Ereignis wurde Köln zu einem der bedeutsamsten Wallfahrtsorte der christlichen Welt. Auch die Vielzahl der anderen „Kölner Heiligen“ wie z. B. die hl. Ursula und der hl. Gereon trugen dazu bei, dass Köln fortan den Titel „Sancta“ (heilig) im Stadtnamen trug. Der volle Titel Kölns war „Sancta Colonia Dei Gratia Romanae Ecclesiae Fidelis Filia“ – Heiliges Köln, von Gottes Gnaden der Römischen Kirche getreue Tochter.

### Im 13. Jahrhundert
Der alte karolingische Dom war den Pilgermassen und der Bedeutung des Erzbistums bald nicht mehr gewachsen, und so wurde im Jahr 1248 von Erzbischof Konrad von Hochstaden der Grundstein für den neuen gotischen Dom gelegt.
Seit dem 12. Jahrhundert strebte die städtische Bevölkerung Kölns immer stärker nach bürgerlicher Autonomie, wodurch sich das Verhältnis zu den Erzbischöfen von Köln als weltlichen Herrschern des Erzstifts Kurköln immer mehr verschlechterte. Einen Höhepunkt erlebten die Differenzen im Zuge des limburgischen Erbfolgekrieges im Jahr 1288, als sich die Kölner Bürger in der Schlacht von Worringen auf die Seite der Gegner ihres Erzbischofs schlugen. Die Erzbischöfe verloren als Ergebnis der Schlacht die weltliche Macht über die Stadt Köln und mussten die endgültige Zerschlagung ihrer rund 100 Jahre währenden Vormachtstellung im Niederrheinischen und im südlichen Westfalen hinnehmen; so verlor das Erzbistum die Lehnsherrschaft über seine wichtigsten Edelvasallen – auch jene, die im Konflikt neutral geblieben waren oder sogar auf der Seite der Erzbischöfe gekämpft hatten.

### Im Spätmittelalter

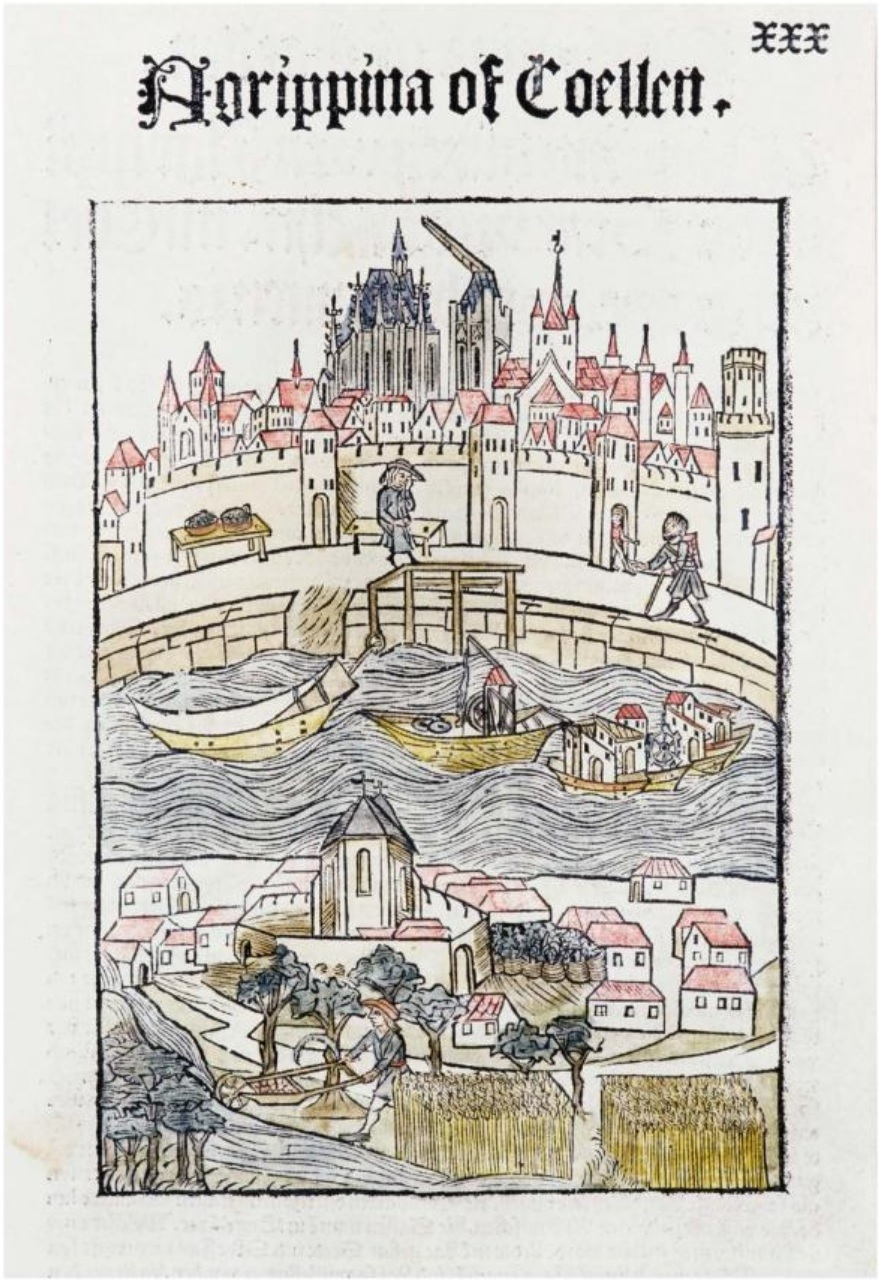
„Heiliges Köln“. Holzschnitt aus Die Cronica van der hilliger stat van Coellen, 1499

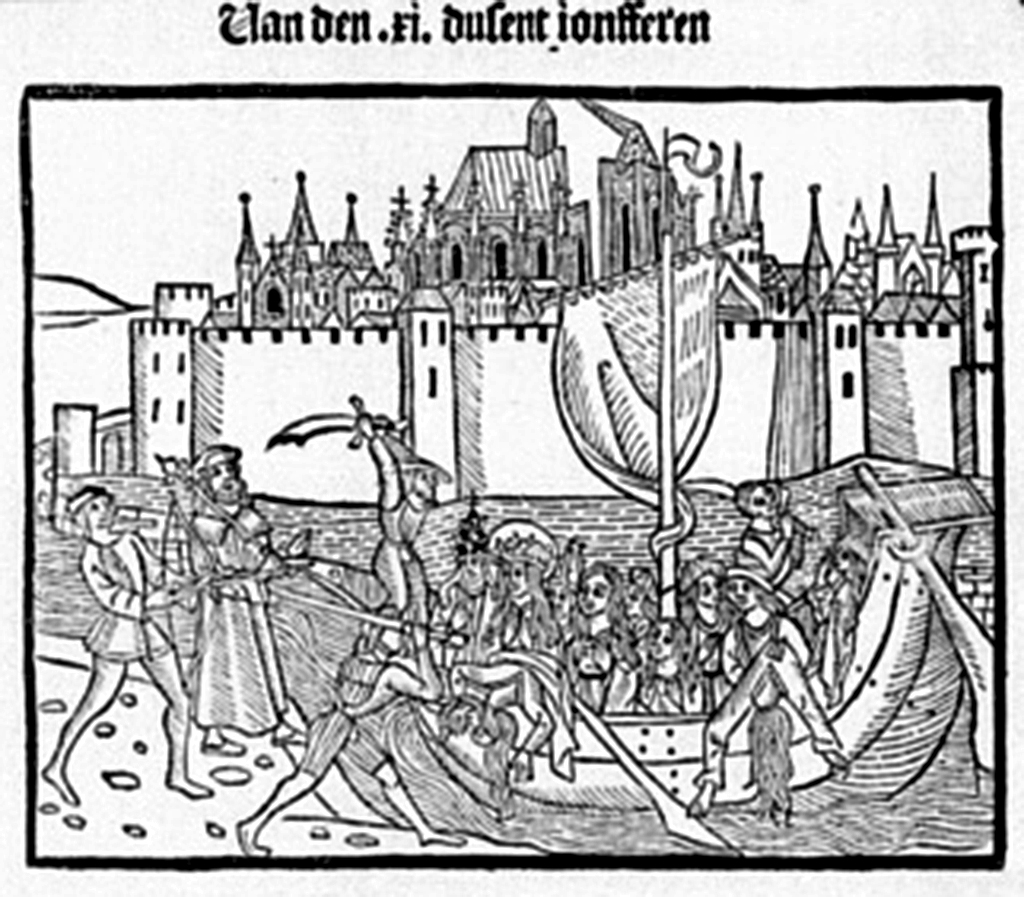
Mittelalterliche Darstellung des Martyriums der heiligen Ursula

Den fortgesetzten Anspruch auf die Stadt symbolisierten die Kölner Erzbischöfe allerdings auch in der Zukunft weiter gern, etwa indem man in Urkunden unverdrossen von „unserer Stadt Köln“ sprach. Auch behielten die Kölner Erzbischöfe Reservatrechte über die Stadt, vor allem die Hochgerichtsbarkeit, da die Stadt erst 1475 de iure durch die Anerkennung der Reichsfreiheit die erzbischöfliche Stadtherrschaft abschüttelte. Mehr oder minder permanenten Streitigkeiten über Kompetenzen innerhalb Kölns waren damit zwar über einen langen Zeitraum Tür und Tor geöffnet. De facto aber blieben die Erzbischöfe, zumindest in ihrer Eigenschaft als weltliche Territorialfürsten, Fremde in der seit 1475 freien Reichsstadt, die an deren Schlagbäumen auf ebenso sinnfällige Weise um Zugang zu bitten hatten.
Der Kölner Erzbischof war bis 1803 einer der Kurfürsten des Heiligen Römischen Reichs Deutscher Nation.

## Die Reformationszeit
Während die kirchliche Struktur im Großraum des Erzbistums Köln schon um das Jahr 1000 ausgebildet war und über das Mittelalter hinweg weitgehend konstant blieb, brachte die neuzeitliche Geschichte eine Reihe recht komplizierter Veränderungen mit sich. Zu deren Verständnis muss man sich den Umstand vor Augen halten, dass „Köln“ mit der Reichsstadt, dem weltlich regierten kleineren Erzstift und dem kirchlich verwalteten Erzbistum begrifflich drei unterschiedliche Bezugsgrößen bezeichnet, die allerdings historisch vielfach miteinander verflochten waren.
Die reformatorische Entwicklung war am Kölner Erzbistum im 16. Jahrhundert noch vergleichsweise unmerklich vorbeigegangen: Wohl nicht viel mehr als rund ein Zehntel der Pfarreien wechselte vom katholischen zum evangelischen, das heißt lutherischen oder reformierten Bekenntnis. Dabei handelte es sich teils um solche Orte, die aus eigenem Antrieb und gegen den erklärten Willen des Landesherrn vom katholischen Glauben abrückten wie beispielsweise Wesel oder Soest. Teils aber gab erst das spätere konfessionspolitische Einwirken der Landesherren im Sinne des sog. Landesherrlichen Kirchenregiments den Ausschlag für eine religiöse Umorientierung. Dass die Herzöge von Kleve, die bis zu ihrem Aussterben 1609 und der nachfolgenden Landesteilung Jülich, Kleve, Berg, Mark und Ravensberg beherrschten, nicht (oder nicht offen) zur evangelischen Kirche übertraten, sollte sich allerdings als stabilisierend für das Erzbistum Köln erweisen, das diese Territorien fast ganz umspannte. Erst als Brandenburg-Preußen 1609 das Herzogtum Kleve und später Moers an sich nahm, regierte in einem zum Erzbistum Köln gehörigen Gebiet eine protestantische Dynastie, die die katholische Gegenreformation zu blockieren bestrebt war.
Die komplizierten, durch ein mächtepolitisches Patt verursachten Konfessionsverhältnisse in den 1609 zwischen Brandenburg-Preußen und Pfalz-Neuburg aufgeteilten Territorien sind in der Folge vor dem Hintergrund des Jülich-Klevischen Erbfolgestreits (1609–1666) zu sehen. An dessen Ende galten wechselseitige Duldungsbestimmungen für die katholische, lutherische und reformierte Konfession, die – ob aus seiner Sicht positiv oder negativ – jedenfalls außerhalb des Zugriffs des Kölner Erzbischofs lagen: Er sah sich in seinem Wirkungskreis ganz auf sein kleines weltliches Herrschaftsgebiet verwiesen, das mit Ausnahme von Linz am Rhein links des Rheins lag. Angesichts der überaus starken Stellung der Landstände war er allerdings in seiner Regierungsfähigkeit seit der zweiten Hälfte des 15. Jahrhunderts stark beschränkt.

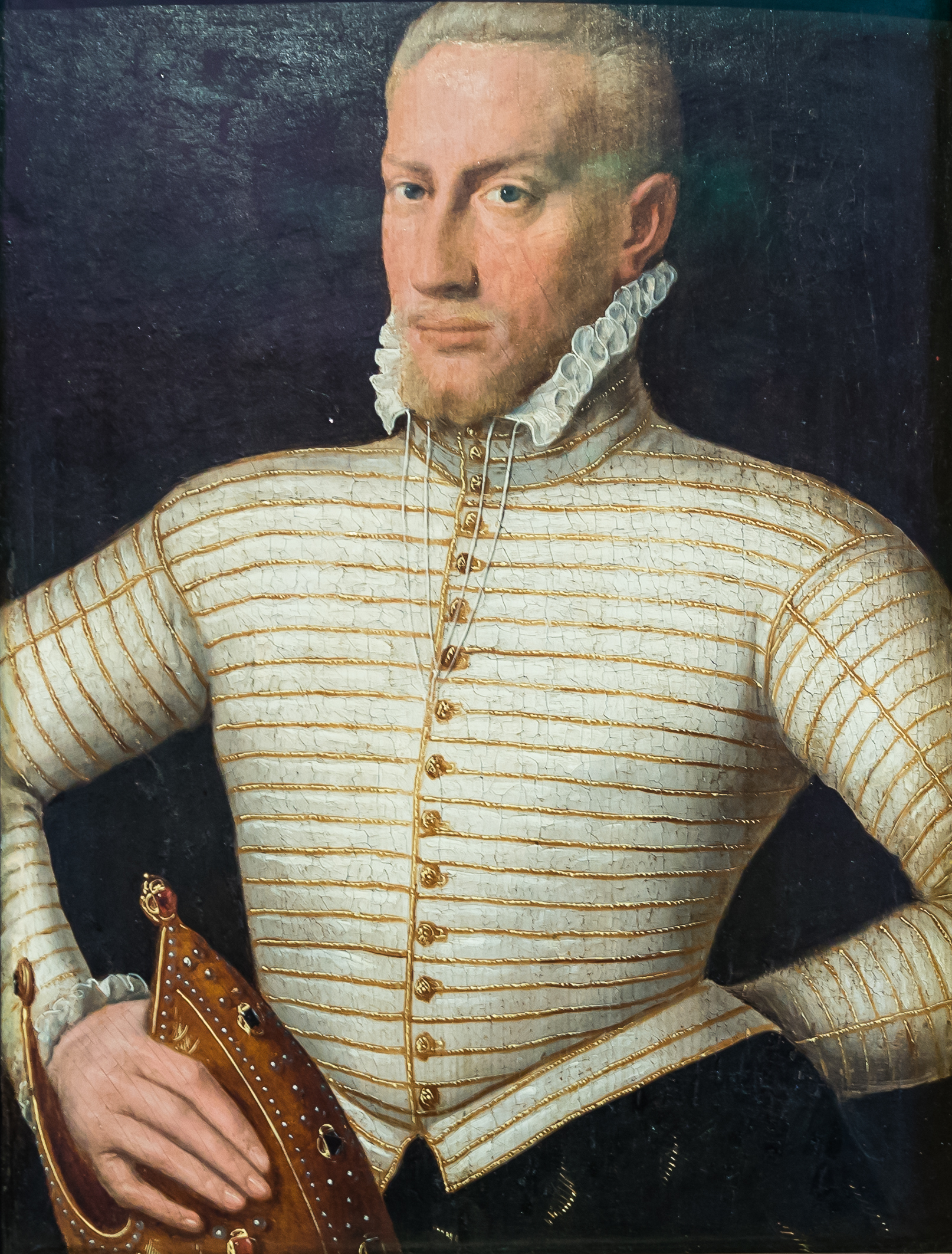
Gebhard Truchseß von Waldburg

Es ließe sich somit in bewusster Überspitzung behaupten, dass der Kölner Erzbischof seit dem Spätmittelalter sowohl als weltlicher Fürst als auch als kirchlicher „Hirte“ zu einem wirksamen Handeln unfähig war, wobei des Öfteren persönlich wenig geeignete Bischofspersönlichkeiten nicht in der Lage waren, die strukturell widrigen Umstände in der Bistumsverwaltung in den Griff zu bekommen.
Die Rücktritte zweier Bischöfe (Friedrich von Wied und Salentin von Isenburg) und, wichtiger noch, die Reformationsversuche durch Hermann V. von Wied 1543 und insbesondere Gebhard Truchseß von Waldburg 1582, welche das Ziel hatten, das Erzbistum Köln in ein erbliches, protestantisches Herzogtum zu verwandeln, hinterließen aufgrund der Niederlage Gebhards im Truchsessischen Krieg keine langfristigen Folgen für das Erzbistum. Die Neigungen Hermanns und, mehr noch, Gebhards wurden trotzdem von der Gegenseite als äußerst gefährlich empfunden. Der katholischen Fraktion im Reich stand mit der möglichen Protestantisierung des Erzbistums nämlich nicht zu Unrecht ein Kippen der Konfessionsverhältnisse auf breiter Ebene vor Augen: Da der Kölner Kurfürst eines von sieben Voten bei der Wahl des Kaisers besaß, schien sogar langfristig ein protestantisches Kaisertum mit ungeahnten Folgen für das gesamte Herrschaftsgefüge auf europäischer Ebene möglich.

## Die Bistumsreform 1559

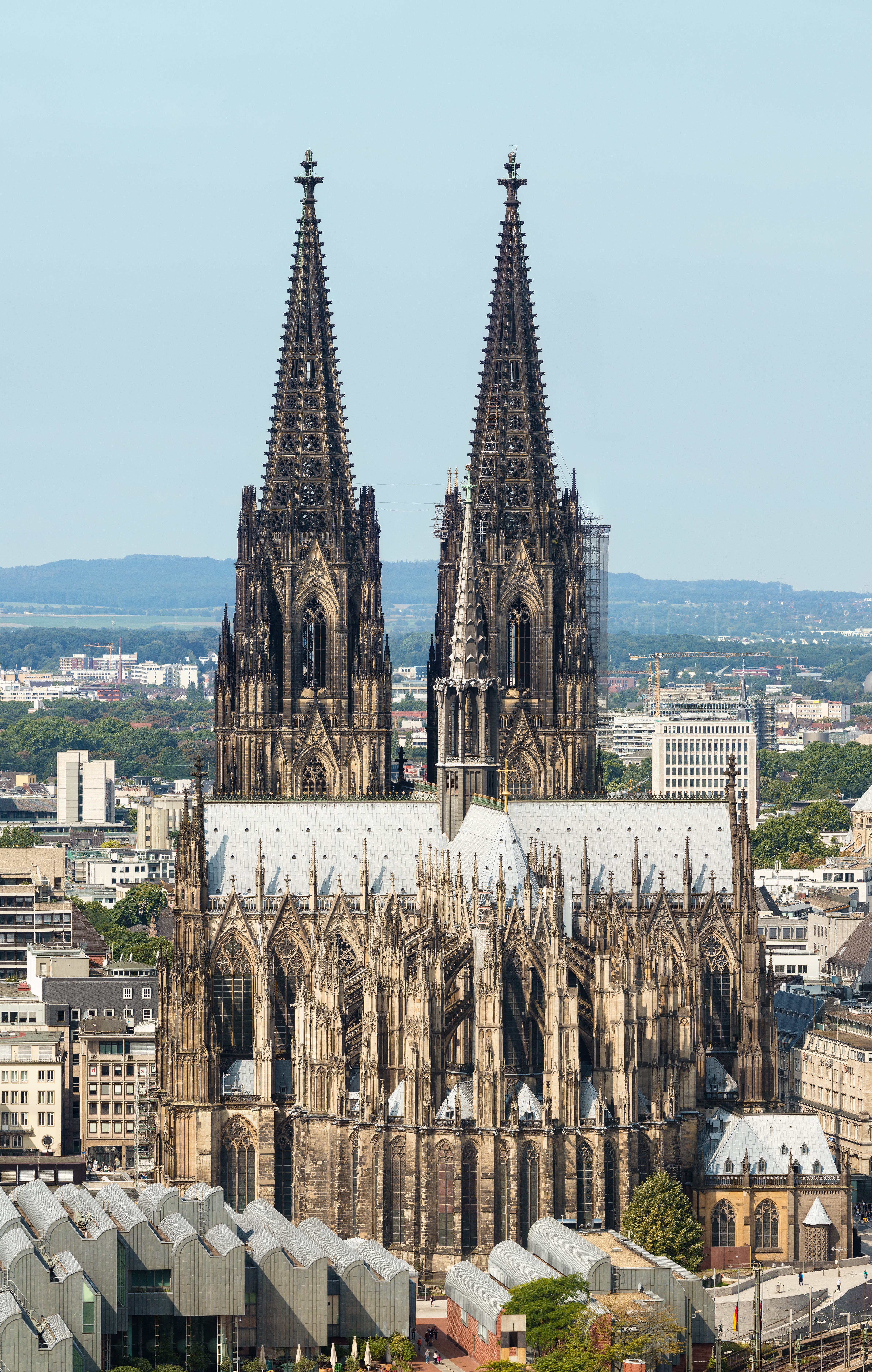
Kölner Dom von der gegenüberliegenden Rheinseite aus gesehen

Die kölnische Kirchenorganisation in der Frühen Neuzeit wurde in erster Linie durch administrative Einschnitte verändert. Einen ersten zog die Auseinandersetzung zwischen Spanien und seinen niederländischen Provinzen in der unmittelbaren Nachbarschaft des Erzbistums mit sich. Der in den Niederlanden regierende König Philipp II. nämlich setzte 1559 bei Papst Paul IV. eine grundstürzende Neugestaltung der Bistumsstruktur in der Region durch. Vorgeblich ging es Philipp darum, den um sich greifenden Protestantismus mit geeigneten kirchenpolitischen Mitteln zu bekämpfen. Allerdings hatten die Habsburger unverkennbar starke hauspolitische Interessen im Nordwesten des Heiligen Römischen Reichs deutscher Nation, die sie mit einer verstärkten Kontrolle auch des kirchlichen Apparats zu befestigen hofften. In den Niederlanden hatten bis dahin nur sechs, relativ große Bistümer existiert, deren Zahl auf Veranlassung Philipps nun durch Teilungen und Neugründungen auf 19 erhöht wurde. Dabei wurde ein bis 1801 fortlebendes Bistum Roermond gegründet, in das Pfarreien des Erzbistums Köln im Bereich von Nijmegen und der Flüsse Maas und Niers im sog. Oberquartier Geldern abgezweigt wurden. Das Kölner Suffraganbistum Utrecht wurde verhältnismäßig noch stärker verkleinert und aus der Kölner Kirchenprovinz ganz herausgelöst, immerhin aber (wie Mecheln und Cambrai) zum Erzbistum erhöht. Auch andere Kölner Suffragane wie Münster erlitten 1559 Einbußen, die sich aus der Sicht der regierenden Fürstbischöfe in erster Linie durch den Ausfall von Gebühren wie z. B. bei Pfarrerbestallungen (Einsetzungen) bemerkbar machten.

## Die „bayerische Herrschaft“ (1583–1761)

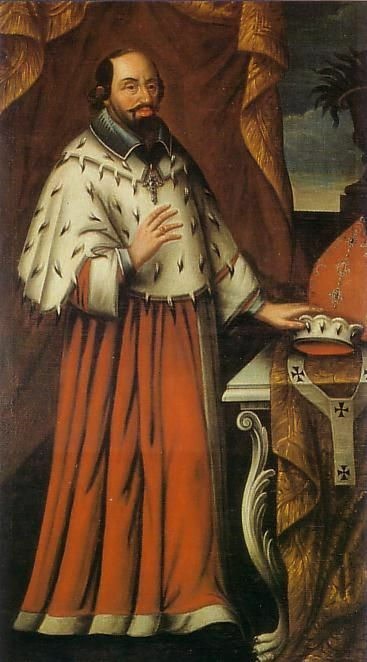
Ferdinand von Bayern als Erzbischof von Köln, Gemälde im Kapitelsaal des Kölner Domes

Die relative konfessionelle Stabilität des Erzbistums Köln angesichts einer anderswo rapiden Protestantisierung ist angesichts dessen vor dem Hintergrund übergreifender politischer Interessen zu sehen. Dass „die Rheinländer“ im 16. und 17. Jahrhundert mehrheitlich katholisch blieben, lag wohl nicht daran, dass sie besonders glaubensstark bzw. gegenüber der Reformation grundsätzlich abgeneigt gewesen wären. Vielmehr erwiesen sich die um die Mitte des 16. Jahrhunderts verbliebenen katholischen Mächte (namentlich die Kurie, Spanien bzw. das Haus Habsburg, die bayerischen Wittelsbacher im Verband mit einer Reihe kleinerer, auf die Versorgungsstellen in den Domkapiteln angewiesener Dynastien) als durchsetzungsstark.
Vor allem wurde die Vorherrschaft des Katholizismus im Westen dauerhaft dadurch gestärkt, dass es die bayerischen Wittelsbacher seit dem späten 16. Jahrhundert verstanden, sich eine Art Daueranwartschaft auf die Fürstbistümer des westdeutschen Raums – und damit auch Kölns – zu sichern. Konkret heißt das, dass die Wittelsbacher Herzöge bzw. (ab 1623/1648) Kurfürsten Einfluss auf die 24 wahlberechtigten Domkapitulare ausübten – oder missliebige (protestantische) Domkapitulare kurzerhand aus dem Amt entfernten („entsetzten“). Sie sicherten sich damit Wahlergebnisse in ihrem kirchenpolitischen Sinne. Nicht übersehen darf man dabei die enorme Bedeutung des Bischofsamts für die standesgemäße Versorgung der jüngeren, für den geistlichen Stand vorgesehenen Söhne: Für das seit dem späteren 16. Jahrhundert kinderreiche Haus Bayern-München galt dies umso mehr, als die dynastischen Hausgesetze seit 1505 im Sinne des Primogeniturprinzips eine Teilung der eigenen Lande unter den nachgeborenen Söhnen unterbanden.
Hier im Rheinland wie anderswo auch wurden die religiösen Verhältnisse also unter dem Strich nicht durch die freie Entscheidung der Untertanen, sondern durch die teils politisch, teils konfessionell motivierten Weichenstellungen der jeweiligen Territorialherren vorgegeben.

## Die Revolutionszeit (1794–1813)
Durch die Besetzung des gesamten linksrheinischen Raums durch französische Truppen bis zum Oktober 1794 und ihr weiteres Ausgreifen auf den rechtsrheinischen Raum erlebte das Erzbistum Köln innerlich wie äußerlich einen Niedergang: Nicht nur in der radikalen jakobinischen Phase der Französischen Revolution, sondern auch zur Zeit des Direktoriums von 1795 bis 1799 wurde der katholische Kultus in den besetzten Gebieten wie in Frankreich selbst massiv unterdrückt. Erst Napoleon Bonaparte setzte der Bekämpfung des Christentums ein Ende, wobei ihn nicht Toleranz, geschweige denn religiöse Überzeugung leitete, sondern das Kalkül, sich als Wiederhersteller eingewurzelter Traditionen profilieren zu können. Wichtig in diesem Zusammenhang ist u. a. die Rückkehr zum Gregorianischen Kalender und die Veröffentlichung eines sog. Reichskatechismus 1806.
Politische Konzessionen gedachte Napoleon gegenüber der im Untergang befindlichen Reichskirche aber nicht zu machen: Nachdem durch den Frieden von Lunéville am 9. Februar 1801 der gesamte linksrheinische Raum staatsrechtlich an Frankreich gefallen war, löste Napoleon das Erzbistum Köln für seine linksrheinisch-französischen Teile im Zuge einer Neuordnung der Bistumsstruktur umstandslos auf, womit er einer über tausendjährigen kirchengeschichtlichen Tradition im Rheinland ein Ende setzte. Als Ersatz für Köln kreierte er ein Bistum Aachen unter der bischöflichen Leitung seines Gefolgsmanns Marc-Antoine Berdolet, das dem Erzbistum Mecheln als Suffragan unterstellt war.

## Preußische Zeit (ab 1815)

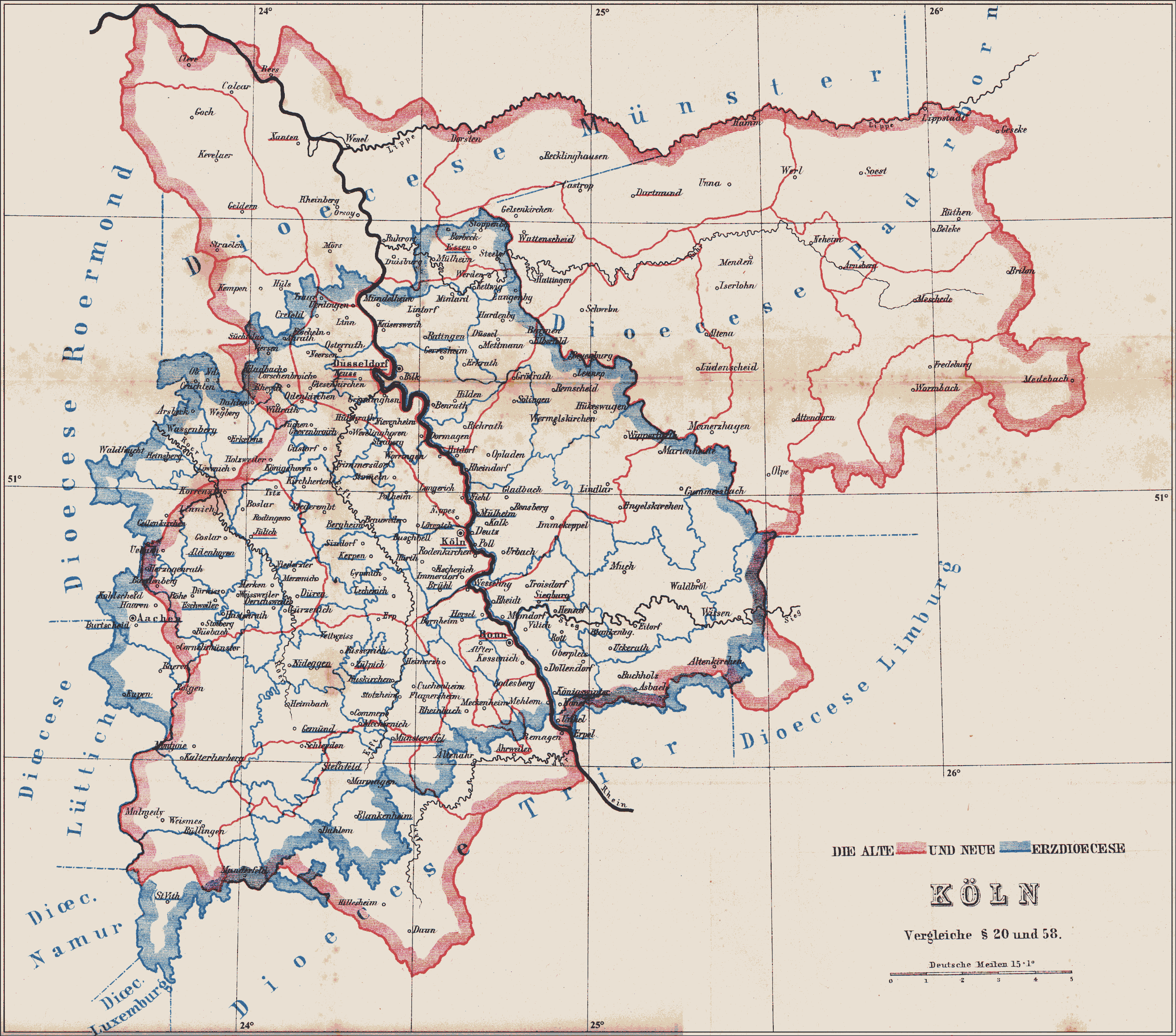
Kölner Diözesangebiet vor 1802 (rot) und Neuumschreibung 1821 (blau)

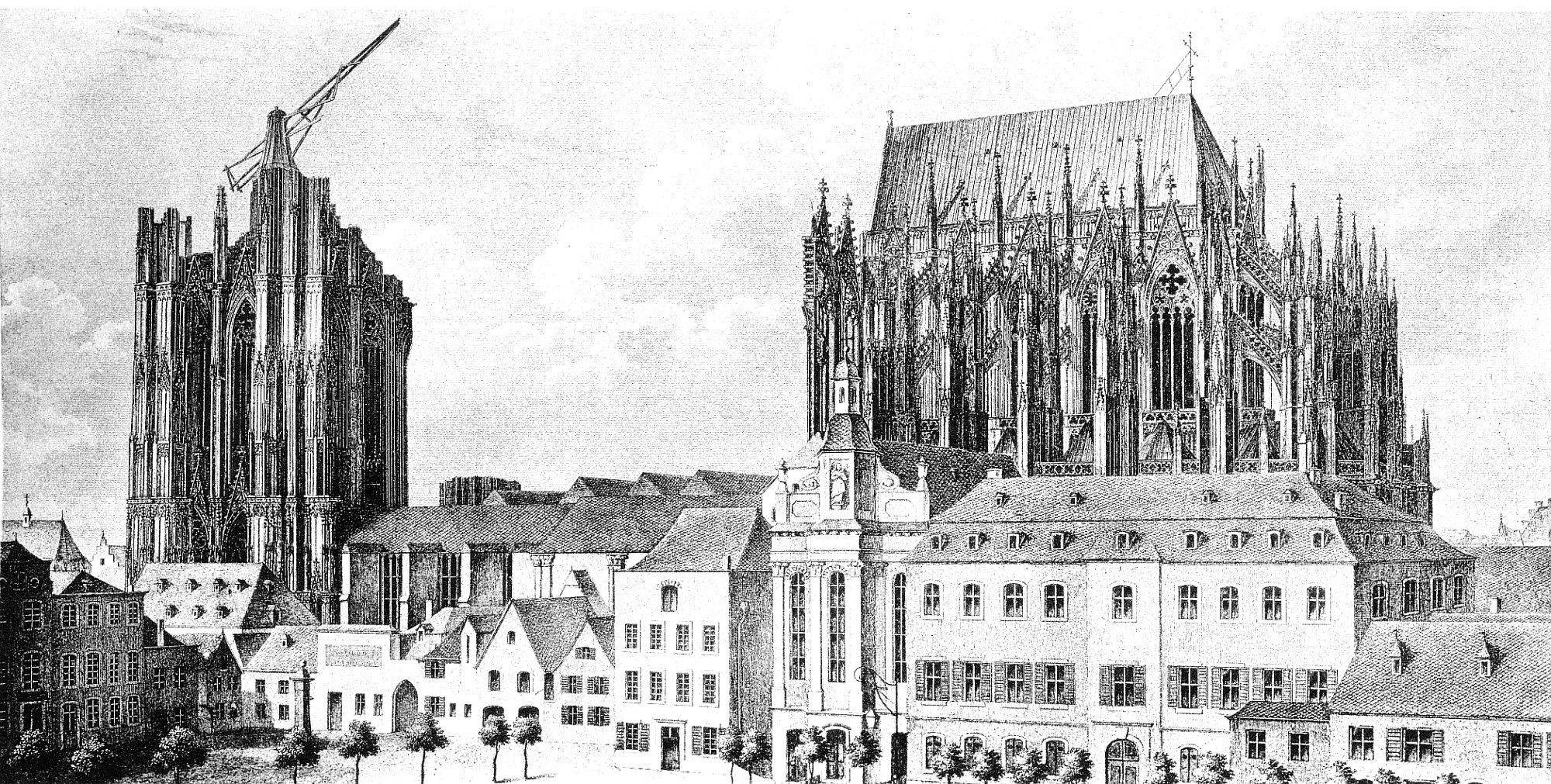
Der unfertige Dom um 1824. Nach Max Hasak: Der Dom zu Köln, 1911.

Mit dem Ende der napoleonischen Herrschaft über den deutschen Westen 1814/1815 kam es zu einem abermaligen Umbau der kirchlichen Verhältnisse: Mit dem 1821 geschlossenen Konkordat zwischen der Kurie und Preußen, das auf dem Wiener Kongress 1815 die Herrschaft im beinahe gesamten Rheinland angetreten hatte, und der Zirkumskriptionsbulle De salute animarum (16. Juli 1821) wurde das Bistum Aachen wieder aufgelöst, Köln dagegen wieder belebt. Die vormals Aachener kirchlichen Gebiete wurden nun zwischen Köln und Münster auf eine Art und Weise verteilt, die mehr Preußens administrativen Bedürfnissen als den kirchengeschichtlichen Traditionen entsprach: Der Kölner Sprengel umfasste die Regierungsbezirke Köln, Aachen und Düsseldorf, wurde also staatlichen Distrikten angeglichen. Am nördlichen Niederrhein, in dem sich uralte kölnische Traditionsorte wie beispielsweise Xanten oder Kempen befanden, wurde der allerdings kurzlebige preußische Regierungsbezirk Kleve mit den dort versammelten Pfarreien dem Bistum Münster einverleibt. Dessen Dekanate Kleve, Wesel, Recklinghausen und Warendorf bilden noch heute die Grenze zum Erzbistum Köln, dem 1957/58 errichteten Bistum Essen und dem später zum Erzbistum erhobenen Paderborn im Osten.
Das große Entgegenkommen Preußens gegenüber der Kurie bei der Wiedereinrichtung des Kölner Erzbistums wird als Ursache der in den folgenden Jahrzehnten aufgetretenen Konflikte zwischen Staat und Kirche am Rhein gesehen.
Nach dieser anfänglichen Kooperation Preußens mit der Kurie kam es in den folgenden Jahrzehnten zu Konflikten zwischen Staat und Kirche am Rhein. Deren zentrales Ereignis, die Kölner Wirren, drehten sich um den konfessionellen Status von Kindern aus interkonfessionellen Ehen und gipfelte 1837 in der Verhaftung des Kölner Erzbischofs Clemens August von Droste zu Vischering durch den preußischen Staat. Die anschließende zweijährige Festungshaft des Bischofs sorgte dann für eine grundlegende Verhältnisbestimmung zwischen preußischem Staat und Katholischer Kirche. Viele Historiker sehen in diesem Ereignis bereits den Beginn des Kulturkampfs im späteren Deutschen Kaiserreich. In den sog. „res mixtae“, denjenigen Bereichen, deren Regelung von beiden Seiten beansprucht wurde (Schulwesen, Eheschließung und -gerichtsbarkeit u. a.m.), setzte Preußen damit die Trennung zwischen Staat und Kirche durch.

## 20. und 21. Jahrhundert

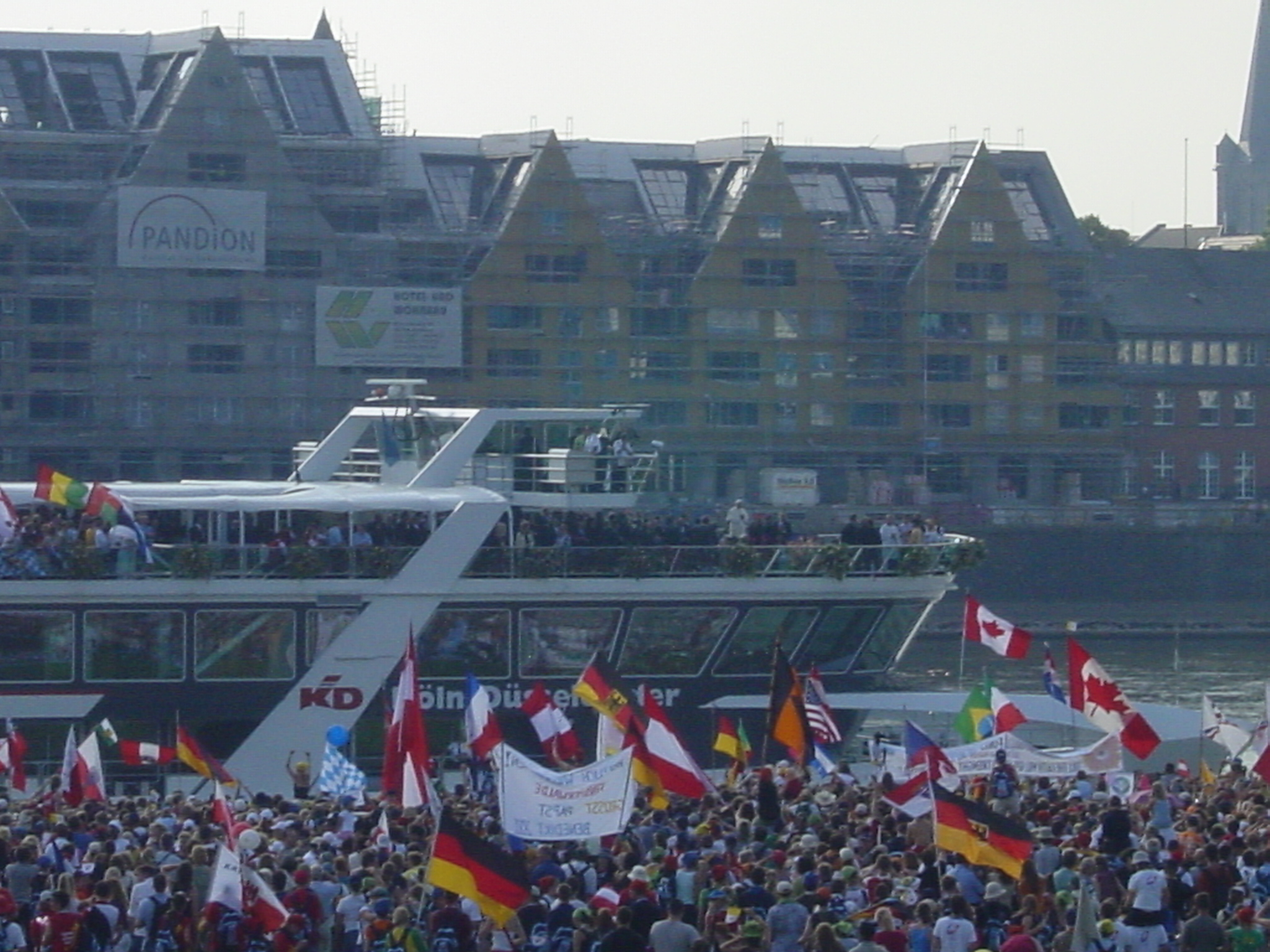
Der Papst wird auf dem Rhein von hunderttausenden Pilgern während des XX. Weltjugendtags (2005) in Köln empfangen.

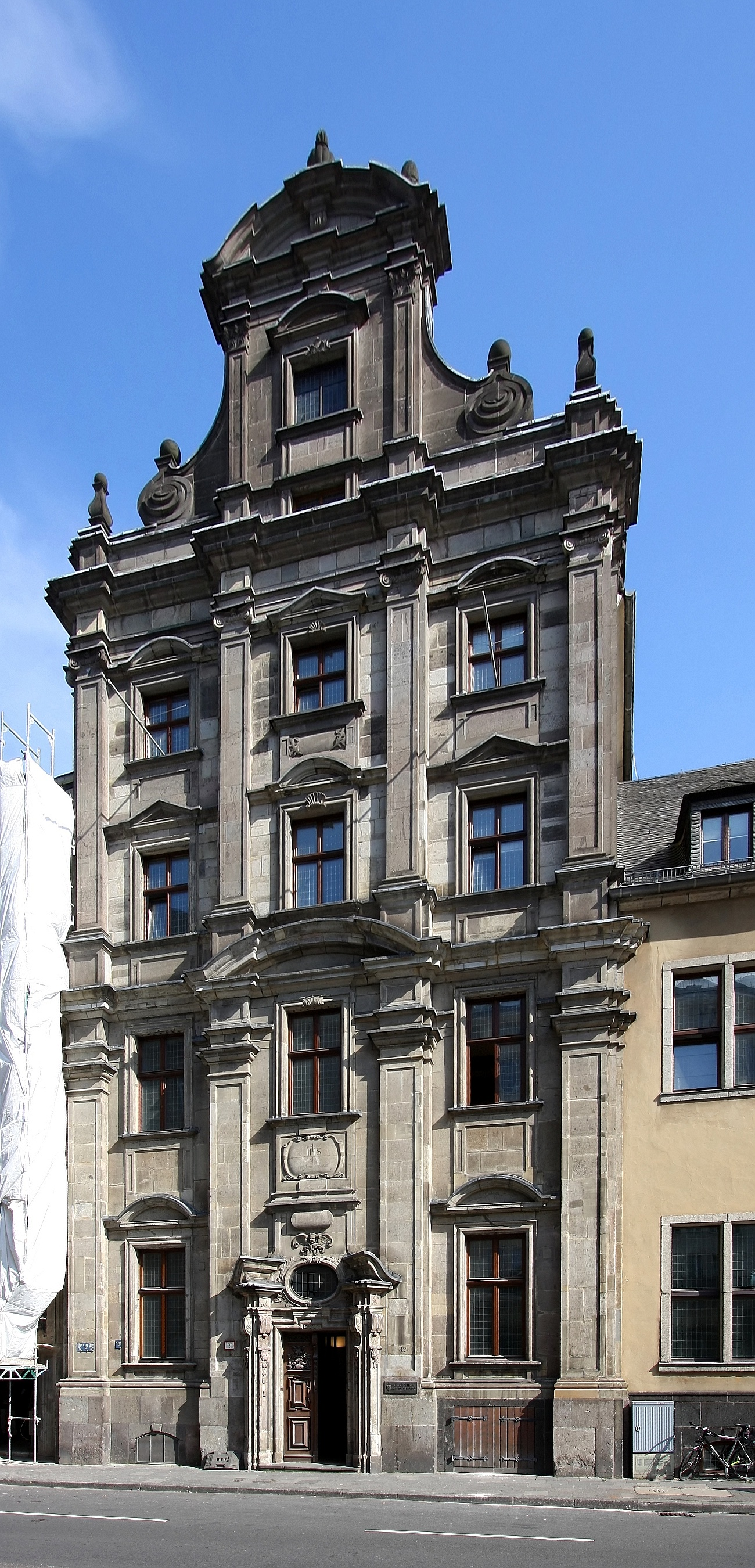
Erzbischöfliches Generalvikariat Köln

Im 20. Jahrhundert erfuhr das Erzbistum Köln durch die Abtrennung des Bistums Eupen-Malmedy, des 1930 wieder gegründeten Bistums Aachen im Westen und die Einrichtung des flächenmäßig kleinen, aber an Einwohnern zahlreichen „Ruhrbistums“ Essen 1957/58 abermals Veränderungen.
Beim Zweiten Vatikanischen Konzil gehörte der Kölner Erzbischof Josef Kardinal Frings zum zehnköpfigen Präsidium. Unterstützt von seinem Konzilstheologen Joseph Ratzinger, dem späteren Papst Benedikt XVI., leistete Frings mehrere inhaltliche Beiträge zur Geschäftsordnung und einigen Entscheidungstexten, die große Beachtung fanden und von der Konzilsmehrheit gebilligt wurden.
2005 war das Erzbistum Köln Ausrichter des 20. Weltjugendtags. 2013 wertete es tausende Antworten auf einen Fragebogen aus, um deren Beantwortung der Vatikan gebeten hatte; die Antworten bzw. ein im Dezember 2013 veröffentlichter Auszug geben Einblicke zum Verhältnis von Katholiken zu ihrem Erzbistum und zu Lehrmeinungen der katholischen Kirche.

### Finanzstatus und Entwicklung
Die ökonomische Bedeutung des Erzbistums betreffend, bezeichnete sich Köln in seiner Selbstdarstellung als „an der Spitze der Diözesen in Deutschland“ stehend und „weltweit zu den Bistümern mit dem größten Haushaltsvolumen“ (680 Millionen Euro 2004; 785,6 Millionen Euro 2013) gehörend.
Das Erzbistum leidet – wie alle anderen deutschen Diözesen auch – seit der Mitte des 20. Jahrhunderts unter Mitgliederschwund. Zu den Gründen zählen demografischer Wandel und Kirchenaustritte. 2010 traten 15.163 Katholiken aus, das entsprach einem Anstieg von 41 Prozent gegenüber 2009 (10.727 Austritte). Durch den Bevölkerungsrückgang und das Ansteigen des Durchschnittsalters der Bevölkerung ging auch die Zahl der bischöflichen Amtshandlungen zurück. So fiel z. B. seit den 1980er-Jahren die Anzahl der Firmungen von über 20.000 im Jahr auf unter 10.000.
Der Anteil der Katholiken an der Gesamtbevölkerung belief sich 2011 auf ca. 38,7 %; er schwankte jedoch zwischen 22,7 % in Remscheid und Wuppertal, 26 % in Solingen, 30,6 % im Oberbergischen Kreis mit jeweils traditionell höherem Anteil von Protestanten und 64 % im Kreis Euskirchen und 50,9 % im Rhein-Erft-Kreis mit traditionell hohem Anteil von Katholiken.
Im August 2020 kündigte die Bistumsleitung an, dass die Anzahl der eigenständigen Kirchengemeinden bis 2030 von 500 auf 50 bis 60 Großpfarreien reduziert wird.

### Vertrauenskrise
Im Jahre 2010 wurden verstärkt Fälle des sexuellen Missbrauchs in der römisch-katholischen Kirche in Deutschland bekannt. Die Deutsche Bischofskonferenz gab ein Forschungsprojekt zum Thema Sexueller Missbrauch in der römisch-katholischen Kirche in Deutschland (MHG-Studie) in Auftrag, dessen Ergebnisse 2018 veröffentlicht wurden. Im Erzbistum Köln begann im Zusammenhang mit der Aufarbeitung von Fällen des sexuellen Missbrauchs im Oktober 2020 ein zähes Ringen um diverse Gutachten und Gegengutachten, zugleich tauchten neue Missbrauchsbeschuldigungen und Vertuschungsvorwürfe auf. Von verschiedenen Seite, u. a. dem Diözesanrat der Katholiken im Erzbistum Köln, dem Bund der deutschen katholischen Jugend (BDKJ) und leitenden Priestern wurden persönliche Konsequenzen der Bistumsspitze und sogar der Rücktritt gefordert.
Erzbischof Rainer Maria Woelki, der frühere Generalvikar und heutige Weihbischof Dominikus Schwaderlapp und Weihbischof Ansgar Puff gerieten in die Kritik, ebenso der Hamburger Erzbischof Stefan Heße wegen seiner vormaligen Verantwortlichkeit im Erzbistum Köln. Nach der Vorstellung des Gutachtens der Kanzlei Gercke und Wollschläger am 18. März 2021 entband Erzbischof Woelki den langjährigen Offizial Günter Assenmacher sowie die Weihbischöfe Schwaderlapp und (auf dessen eigenen Wunsch) Puff von ihren Aufgaben. Heße, Schwaderlapp und Puff boten dem Papst ihren Rücktritt an, den dieser aber bei keinem von ihnen annahm. Die Berichterstattung über die Krise im Erzbistum führte zu einem steilen Anstieg der Kirchenaustritte.
Im Juni 2021 reisten zwei Apostolische Visitatoren im Auftrag des Papstes nach Köln, um die Situation in vertraulichen Gesprächen aufzuklären.
Nach Würdigung des Berichts der Visitatoren entschied Papst Franziskus, es gebe keinen Hinweis darauf, dass Erzbischof Woelki im Umgang mit Fällen sexuellen Missbrauchs rechtswidrig gehandelt habe. Jedoch habe dieser insbesondere in der Kommunikation „auch große Fehler gemacht“, die „wesentlich dazu beigetragen“ hätten, „dass es im Erzbistum zu einer Vertrauenskrise gekommen ist, die viele Gläubige verstört“. Woelki solle im Amt bleiben, aber eine mehrmonatige „Bedenkzeit“ nehmen. Für die Zeit der „geistlichen Auszeit“ Woelkis vom 12. Oktober 2021 bis zum 1. März 2022 leitete Weihbischof Rolf Steinhäuser als Apostolischer Administrator sede plena das Erzbistum Köln.
Woelki trat am Aschermittwoch, dem 2. März 2022 nach einer Zeit mit Exerzitien und sozialem Einsatz seinen Dienst als Erzbischof wieder an und teilte in einem Hirtenbrief mit, dass er inzwischen Papst Franziskus sein Amt zur Verfügung gestellt habe. Im Erzbistum wurde von verschiedener Seite auf eine verbreitet festzustellende Zerrüttung des Verhältnisses zwischen dem Erzbischof und Gläubigen wie Seelsorgern hingewiesen; der Vorsitzende des Diözesanrates bemerkte, Woelkis Hirtenbrief benenne keinen einzigen konkreten eigenen Fehler.  Die zögernde Bearbeitung des Rücktrittsangebots seitens des Heiligen Stuhls und der dadurch bewirkte Schwebezustand wurde Mitte April 2022 von mehreren deutsche Bischöfen angesichts der tiefen Krise im Erzbistum irritiert kommentiert.

### Finanzielle Unklarheiten um einen „Sonderfonds“ im Erzbistum
Die Vertrauenskrise im Erzbistum wurde durch eine Reihe finanzieller Unklarheiten verstärkt, die in den Jahren 2021/2022 bekannt wurden. Es wurden Vorwürfe erhoben, dass dabei Beratungs- und Entscheidungsgremien im Erzbistum nicht angemessen beteiligt worden seien, nämlich das Domkapitel und der Vermögensrat.
- Die Kölner Hochschule für Katholische Theologie (KHKT) war am 1. Februar 2020 aus der Trägerschaft der Steyler Missionare in die Trägerschaft des Erzbistums übergegangen, der Lehrbetrieb wurde 2021 von Sankt Augustin nach Köln-Lindenthal verlagert. Mitglieder des Kirchensteuer- und Wirtschaftsrates des Erzbistums Köln hinterfragten das Konzept der Hochschule, da sie die Finanzierung weder kurz- noch langfristig für gesichert ansahen. Dem Gremium gegenüber sei der Finanzbedarf auf 1,2 Millionen Euro jährlich und eine Gesamtsumme von 7,2 Millionen Euro für die nächsten sechs Jahre beziffert worden; inzwischen sei der jährliche Finanzbedarf bereits auf über drei Millionen Euro gestiegen, obwohl von den 15 notwendigen Professuren erst drei besetzt seien. Die Trägerstiftung der Hochschule benötige eine Anschubfinanzierung in Höhe von über 17 Millionen Euro und längerfristig jährlich acht bis zehn  Millionen Euro. Finanziert werden sollen diese Kosten aus einem Sondervermögen, dem „Fonds für Bedürfnisse des Bistums (BB-Fonds)“, das über Jahrzehnte durch Abgaben von Klerikern gebildet worden ist und das weniger als 17 Millionen Euro umfasst. Die Verwendung von Kirchensteuermitteln für die Hochschule ist bisher ausdrücklich ausgeschlossen. Ob eine Finanzierung durch Großspender und Fundraising möglich sein wird, betrachtet der Kirchensteuer- und Wirtschaftsrat mit Skepsis.[44]
Am 1. April 2022 teilte das Erzbistum mit, Generalvikar Markus Hofmann habe darum gebeten, von seinem Amt entbunden zu werden; Erzbischof Woelki nahm den Amtsverzicht mit Wirkung zum 30. Juni 2022 an. Zuvor waren Prüfer im Erzbistum auf einen ungewöhnlichen Vertrag im Stiftungsbereich gestoßen. Das Erzbistum erklärte dazu, dieser Vertrag sei von erheblicher wirtschaftlicher Bedeutung, aber weder bei der Stiftung noch im Erzbistum bilanziert worden. Was der Vertrag genau regelt, teilte das Erzbistum auf Nachfrage des wdr nicht mit.[45] Wie die Katholische Nachrichten-Agentur in Erfahrung brachte, ist damit die „Stiftung zur Förderung von Bildung, Wissenschaft und Forschung im Erzbistum Köln“ gemeint, auf die sich der Vertrag beziehe; die Stiftung solle unter Umgehung mancher kirchenrechtlicher Kontrollmechanismen die Trägerschaft der Hochschule übernehmen und die langfristige Finanzierung sichern.[46]

- Der Aufwand für die externe unabhängige Untersuchung zu Fällen sexuellen Missbrauchs, die zwischen 2019 und 2021 vorgenommen wurde, betrug rund 2,8 Mio. Euro; enthalten sind darin die Kosten für die zwei juristischen Hauptgutachten (Kanzlei Westpfahl Spilker Wastl 757.500 Euro, Kanzlei Gercke Wollschläger 516.200 Euro), eine äußerungsrechtliche Überprüfung (knapp 600.000 Euro), Kosten für Krisenberatung (knapp 820.000 Euro) und Vorstellung des Gercke-Gutachtens vor der Presse (fast 90.000 Euro).[47] Diese Kosten wie auch die Leistungen zur Anerkennung des Leids für die Betroffenen sexualisierter Gewalt wurden nach Angaben des Erzbistums nicht aus Kirchensteuer-Mitteln bestritten, sondern aus dem Sondervermögen des BB-Fonds.[48][49]
Am 7. Dezember 2021 informierte der Apostolische Administrator Steinhäuser den Vermögensrat des Erzbistums und das Domkapitel darüber, dass es Hinweise darauf gebe, dass beide Gremien bei den Auftragsvergaben für die Gutachten und die damit verbundenen Aufwendungen im Zuge der Missbrauchsaufarbeitung nicht den Regeln des Kirchenrechts entsprechend einbezogen worden seien.

- 2022 wurde bekannt, dass das Erzbistum die Schulden eines Priesters in Höhe von etwa 500.000 Euro – nach Pressemeldungen sollen es teilweise Spielschulden gewesen sein – beglichen hatte und die Gelder dafür teilweise aus dem Sondervermögen „BB-Fonds“ entnommen hatte, das auch für Zahlungen für Missbrauchsopfer verwendet wird; zusätzliche 615.000 Euro an Zinsen und Steuern in der gleichen Sache waren aus dem Personaletat des Erzbistums nachgezahlt worden. Vertreter von Missbrauchsopfern kritisierten, dass das Erzbistum damit die fünfzigfache Summe für die Spielschulden eines Priesters ausgebe, als es Missbrauchsopfern im Schnitt zugestehe.[50][51]
Das Erzbistum bezeichnete das Sondervermögen, angespart vor allem aus Solidarabgaben von Priestern des Erzbistums in den vergangenen Jahrzehnten, als „frei verfügbar“; über die Verwendung entscheide der Erzbischof. Für die Schulden des Geistlichen sei „kein Cent verwendet [worden], der für die Zahlung von Leistungen an Betroffene von sexualisierter Gewalt vorgesehen war und ist“, denn dafür seien Rückstellungen unabhängig von dem Sondervermögen gebildet worden, die weiterhin in voller Höhe existierten; durch die Begleichung der Steuerschuld aus dem laufenden Etat des Erzbistums, der sich überwiegend aus Kirchensteuereinnahmen speist, sei kein Budget im Wirtschaftsplan überschritten worden. Gremien hätten in die Entscheidung zur Übernahme der Priester-Schulden nicht eingebunden werden müssen, wie auch eine externe Expertise bestätigt habe. Zur Art der Verbindlichkeiten des Priesters machte das Erzbistum  „aus Gründen des Persönlichkeitsschutzes“ keine Angaben.[52]

Mit Blick auf diese Vorgänge sprachen die Bundesvorsitzende der Katholische Frauengemeinschaft Deutschlands (kfd), Mechthild Heil, und die Kölner Diözesanvorsitzende der kfd, Elisabeth Bungartz, von Fehlverhalten und den Fehlentscheidungen der Kirche, die einen „weiteren großen Vertrauensbruch zwischen dem Bischof und den Gläubigen“ darstellten. Papst Franziskus müsse jetzt rasch eine Entscheidung über die Position von Kardinal Rainer Maria Woelki fällen.
Der Apostolische Administrator Steinhäuser hatte sich wegen einer Überprüfung der Zuständigkeit der Beratungsgremien an die römische Kongregation für die Bischöfe in Rom gewandt. Deren Präfekt Marc Kardinal Ouellet teilte nach Prüfung der eingereichten Unterlagen dem Erzbistum im Mai 2022 mit, weder der Erzbischof noch der Generalvikar hätten „in der Angelegenheit der Finanzierung der beiden Gutachten zum Umgang mit Fällen sexuellen Missbrauchs im Erzbistum Köln und bei der Finanzierung der Beratung durch die vom Erzbistum beauftragte Kommunikationsagentur das kirchliche Recht verletzt“; für den BB-Fonds, 1952 vom damaligen Kölner Kardinal Josef Frings durch einen Rechtsakt des Erzbischofs errichtet, liege keine Bindung an einen Stifterwillen vor, so dass der jeweilige Erzbischof von Köln frei über die Finanzmittel des Fonds verfügen könne. Da das diözesane Vermögen nie berührt worden sei, bestehe auch keine rechtliche Verpflichtung, die diözesanen Beispruchsgremien einzubeziehen.

### Vorwurf der Instrumentalisierung des Betroffenenbeirats
Am 5. August 2022 berichtete der Kölner Stadtanzeiger über interne Unterlagen der PR-Berater von Erzbischof Woelki, denen zufolge diese ihm und dem damaligen Generalvikar Markus Hofmann in einem Konzeptpapier mit der Überschrift „Wie ‚überlebt‘ der Kardinal?“ die Strategie empfohlen, den Betroffenenbeirat des Erzbistums in Bezug auf den geplanten Wechsel der Gutachter zu Fällen des sexuellen Missbrauchs auf ihre Linie zu bringen, und dazu praktische Verhaltensvorschläge gemacht. Die Stadtdechanten von Köln, Bonn, Wuppertal und Remscheid reagierten mit Protest gegen diesen „Kommunikationsfehler“; der Kölner Stadtdechant Robert Kleine bezeichnete die „Inszenierung samt Wut bei gleichzeitig durch bezahlte PR-Experten angeratenen ‚Emotionen, Glaubhaftigkeit und Echtheit‘“ als „Bankrotterklärung der Bistumsleitung“. Betroffenenverteter und der Vorsitzende des Diözesanrats, Tim Kurzbach, zeigten sich empört, die Missbrauchsbeauftragte der Bundesregierung, Kerstin Claus, kritisierte die PR-Strategie und forderte „Betroffenenbeteiligung auf Augenhöhe und in voller Transparenz“. Kardinal Woelki äußerte sich nicht zu den Vorwürfen. Am 10. August gab Guido Assmann, der erst seit dem 1. Juli 2022 der Nachfolger von Markus Hofmann als Kölner Generalvikar ist, eine schriftliche Erklärung gegenüber den Mitarbeitenden des Erzbistums ab, in der es hieß, es habe nie das Ziel gegeben, den Betroffenenbeirat „zu einem bestimmten Stimmverhalten zu animieren“, sondern handlungsleitend sei immer und ausschließlich die Betroffenenperspektive gewesen: „Weder wollten wir instrumentalisieren, noch auch einen solchen Verdacht irgendwie nähren. Letzteres ist leider nicht gelungen.“ Am 15. August 2022 forderten 21 Mitarbeitende des Erzbistums, darunter Pfarrer, Pastoral- und Gemeindereferentinnen sowie die Leitung der Katholischen Frauengemeinschaft im Erzbistum einen Neuanfang mit „personellen und systemischen Veränderungen“. Kardinal Woelki habe sein letztes Vertrauen verbraucht, und die Krise habe einen nicht vorstellbaren Tiefpunkt erreicht. Der Erklärung schlossen sich bald mehrere Dutzende kirchliche Mitarbeiter an. Am 19. August 2022 wandte sich der amtierende Betroffenenbeirat des Erzbistums, von dessen sieben Mitgliedern fünf dem Beirat bereits in der damaligen Amtszeit angehört hatten, in einer Pressemitteilung an die Öffentlichkeit und wies die Behauptung zurück, im Zusammenhang mit der Nichtveröffentlichung des ersten Kölner Missbrauchsgutachtens instrumentalisiert worden zu sein; es verletze die Mitglieder des Beirats „zunehmend, dass Missbrauch fast ausschließlich nur als ‚Aufhänger‘ für kirchenpolitische Kritik genutzt wird“. Das Gremium stellte die Frage, warum sich diejenigen, die sich in den Medien zu Wort gemeldet hätten, nicht bei den amtierenden Mitgliedern informiert hätten, statt zurückgetretene Mitglieder zu zitieren.
Die Vorsitzende des Zentralkomitees der deutschen Katholiken, Irme Stetter-Karp, stellte im Interview mit der Rheinischen Post fest, die „konfliktive Stimmung“ zwischen Erzbischof Woelki und seiner Diözese sei durch die Auszeit Woelkis nicht befriedet worden. Sie warnte, dass es bedenklich sei, dass die Kirchenleitung in Rom auf die Lage in Köln weiterhin abwartend reagiere: „Wenn der Vatikan nicht handelt, fährt das Erzbistum Köln vor die Wand.“

## Bischöfe und Erzbischöfe

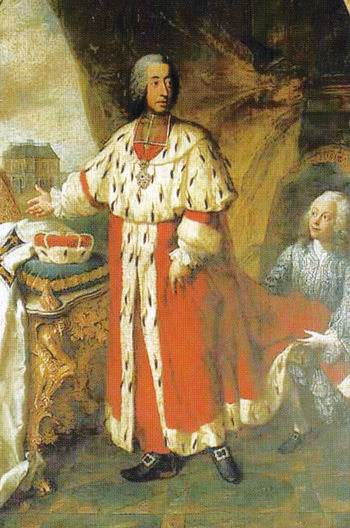
Clemens August I. mit allen Zeichen seiner geistlichen und weltlichen Herrschaft. Kurmantel und Kurhut stehen für das Kurfürstentum Köln, das auf der Brust hängende Pektorale, der Kragen des Priesterornats und die auf dem Tisch hinter dem Kurhut liegende Mitra versinnbildlichen sein Amt als Erzbischof von Köln.

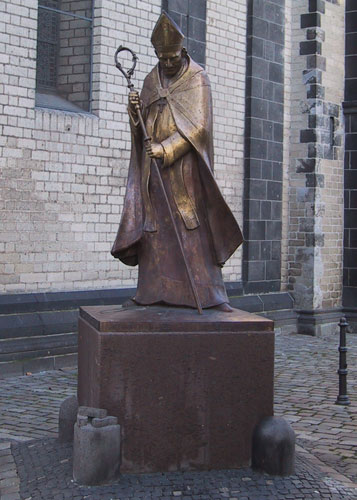
Kardinal-Frings-Denkmal in Neuss

Seit 1031 waren die Erzbischöfe von Köln mit einer Unterbrechung unter Heinrich V. immer Erzkanzler per Italiam des Reiches. Unter den staufischen Königen kamen die Herzogwürden von Lothringen (1151) und Westfalen (1180) hinzu. 1239 wurden die Erzbischöfe von Köln dann erstmals im Kurfürstenspruch Reinmars von Zweter als Kurfürsten genannt. Während des Interregnums gelang es diesen theoretischen Anspruch bei der Doppelwahl von 1255/56 auch erstmals politisch durchzusetzen. Mit der Goldenen Bulle 1356 wurde dieser Anspruch zementiert und blieb in der Frühen Neuzeit erhalten. Die weltlichen Herrschaftsgebiete des Kurerzbischofs waren als Kurköln bis zur Säkularisation im Reichsdeputationshauptschluss 1803 Bestandteil des Heiligen Römischen Reiches Deutscher Nation.
In seiner kirchlichen Funktion ist der Erzbischof von Köln noch heute Metropolit der Rheinischen Kirchenprovinz und wird üblicherweise zum Kardinal erhoben. Seit dem 13. Jahrhundert trägt er den Titel eines geborenen apostolischen Legaten (lateinisch legatus natus). Als äußeres Zeichen dieser Stellung dürfen die Kölner Erzbischöfe in ihrer Erzdiözese den Legatenpurpur tragen.
Zu den Erzbischöfen von Köln zählte eine Reihe intellektuell wie kirchenpolitisch herausragender Gestalten. So war z. B. Erzbischof Pilgrim seit 1024 päpstlicher Bibliothekar, der Kardinal Johannes von Geissel war der Initiator des Vorläufers der Deutschen Bischofskonferenz 1848 und Kardinal Joseph Höffner der „Begründer“ der modernen Finanzverwaltung des Apostolischen Stuhles und des Vatikanstaates.
Im 16. Jahrhundert war die konfessionelle Haltung der Kölner Erzbischöfe teils zwiespältig. Vom 17. bis zum Ende des 18. Jahrhunderts dominierte auf der Kölner Kathedra der Typus des Simonisten, d. h. des auf die Sammlung möglichst zahlreicher lukrativer und standesadäquater kirchlicher Pfründen erpichten Hochadeligen. Der pastorale Aspekt trat deutlich zurück, was schon daran erkennbar ist, dass mancher Bischof nicht sämtliche oder auch nur die niedrigsten Weihen einholte, um sich den Rückzug in den weltlichen Stand offen zu halten.
Erst gegen Ende des 18. Jahrhunderts tat sich mit Maximilian Franz von Österreich eine im Reformdiskurs des aufgeklärten Absolutismus herausragende Persönlichkeit hervor, deren Wirken aber durch innere Hemmnisse im Kurstaat und natürlich durch die Rheinlandbesatzung der französischen Revolutionstruppen blockiert wurde. Im 19. Jahrhundert exponierten sich die Kölner Erzbischöfe in den Auseinandersetzungen mit dem preußischen Staat (s. o.). Seit dem frühen 20. Jahrhundert taten sie sich vor allem auf dem Gebiet der Weltkirche hervor. Joseph Kardinal Frings durchbrach die kuriale Vormundschaft und verschaffte damit dem Zweiten Vatikanischen Konzil eine starke Wirkmöglichkeit. Joseph Höffner war ein enger Berater Papst Pauls VI. und Papst Johannes Pauls II. Auch Kardinal Joachim Meisner war ein enger Freund von Papst Johannes Paul II. und fungierte als sein persönlicher Ratgeber. Doch erkennt man die weltkirchliche Bedeutung der Kölner Erzbischöfe an ihrer Haltung zu sozialen Fragen. So vermochten sie eine konfessionsübergreifende Haltung in Gewerkschaftsfragen durchzusetzen, wie auch nationale und internationale Hilfswerke zu begründen, welche die Grundlage heutiger päpstlicher Hilfswerke bilden.
Die Bedeutung des Erzbischofs von Köln spiegelt sich in der Mühsamkeit bei der Besetzung des Kölner Erzstuhles wider. Im 19. Jahrhundert hatten (preußischer) Staat und Kirche ein meist konkurrierendes Interesse daran, ihren Kandidaten durchzusetzen, da diesem in nationalen Kirchenfragen eine herausragende Stellung zukam. Dies war in der Geschichte oftmals ein Tauziehen, bei dem die Belange der Erzdiözese selbst in den Hintergrund gerückt wurden.

## Persönlichkeiten
- Albertus Magnus, Dominikaner (* um 1200 in Lauingen; † 15. November 1280 in Köln), Kirchenlehrer, 1931 heiliggesprochen
- Johannes Duns Scotus, Franziskaner (* um 1266 in Duns, Schottland; † 8. November 1308 in Köln), 1993 seliggesprochen
- Adolph Kolping (* 8. Dezember 1813 in Kerpen; † 4. Dezember 1865 in Köln), 1991 seliggesprochen
- Nikolaus Groß (* 30. September 1898 in Niederwenigern), KAB-Sekretär, am 23. Januar 1945 in Plötzensee hingerichtet, am 7. Oktober 2001 seliggesprochen
- Bernhard Letterhaus (* 10. Juli 1894 in Barmen), KAB-Verbandssekretär, am 14. November 1944 in Plötzensee hingerichtet
- Otto Müller (* 9. Dezember 1870 in Eckenhagen), Priester, Verbandspräses der westdeutschen KAB, am 12. Oktober 1944 im Staatskrankenhaus der Polizei in Berlin gestorben
- Joseph Roth (* 30. Januar 1896 in Köln; † 22. Januar 1945 in Bad Godesberg), wurde 2000 in das Deutsche Martyrologium der katholischen Kirche aufgenommen
- Edith Stein (* 12. Oktober 1891 in Breslau; † 9. August 1942 in Auschwitz), 1933 als Schwester Benedicta a Cruce in Köln in den Karmeliterorden eingetreten, 1998 heiliggesprochen

- Liste der Kölner Erzbischöfe und Bischöfe
- Liste der Kölner Weihbischöfe
- Liste der Kölner Generalvikare
- Liste der Kölner Offiziale
- Liste der Kölner Domdechanten
- Liste der Kölner Domherren
- Liste der Kölner Dompröpste
- Liste der Kölner Domprediger